# Cosgaya
Cosgaya ist ein nordspanisches Dorf mit etwa 50 Einwohnern, das verwaltungsmäßig zur Gemeinde (municipio) Camaleño in der Comarca Liébana in der Autonomen Gemeinschaft Kantabrien gehört.

## Lage
Cosgaya liegt im Tal des Río Deva in einer Höhe von ca. 680 Metern ü. d. M. zu Füßen der Picos de Europa, einem Teil des Kantabrischen Gebirges. Camaleño, der Hauptort der Gemeinde, befindet sich etwa sieben Kilometer nördlich; die Kleinstadt Potes ist etwa 14 Kilometer (Fahrtstrecke) in nordöstlicher Richtung entfernt.

## Bevölkerungsentwicklung
Zu Beginn des 20. Jahrhunderts hatte das aus drei Weilern (Areños, Cosgaya und Treviño) bestehende Dorf deutlich über 200 Einwohner. Infolge der Mechanisierung der Landwirtschaft gingen viele Arbeitsplätze verloren, wodurch eine Landflucht ausgelöst wurde.

## Wirtschaft
Die Landwirtschaft, vor allem die Viehzucht, spielt traditionell die größte Rolle im Wirtschaftsleben der kleinen Berggemeinde, deren Einwohner bis in die Mitte des 20. Jahrhunderts weitgehend als Selbstversorger lebten. Einnahmen aus dem Tourismus in Form der Vermietung von Ferienwohnungen (casas rurales) sind seit den 1960er Jahren hinzugekommen.

## Geschichte
Wie Funde beweisen, durchstreiften bereits steinzeitliche Jäger und Sammler das Tal des Río Deva. Cosgaya wird erstmals im 10. Jahrhundert in der Crónica Albeldense im Zusammenhang mit einer weiteren Niederlage der Mauren beim Monte Subiedes nach der für sie bereits verlustreichen Schlacht von Covadonga erwähnt.

## Sehenswürdigkeiten

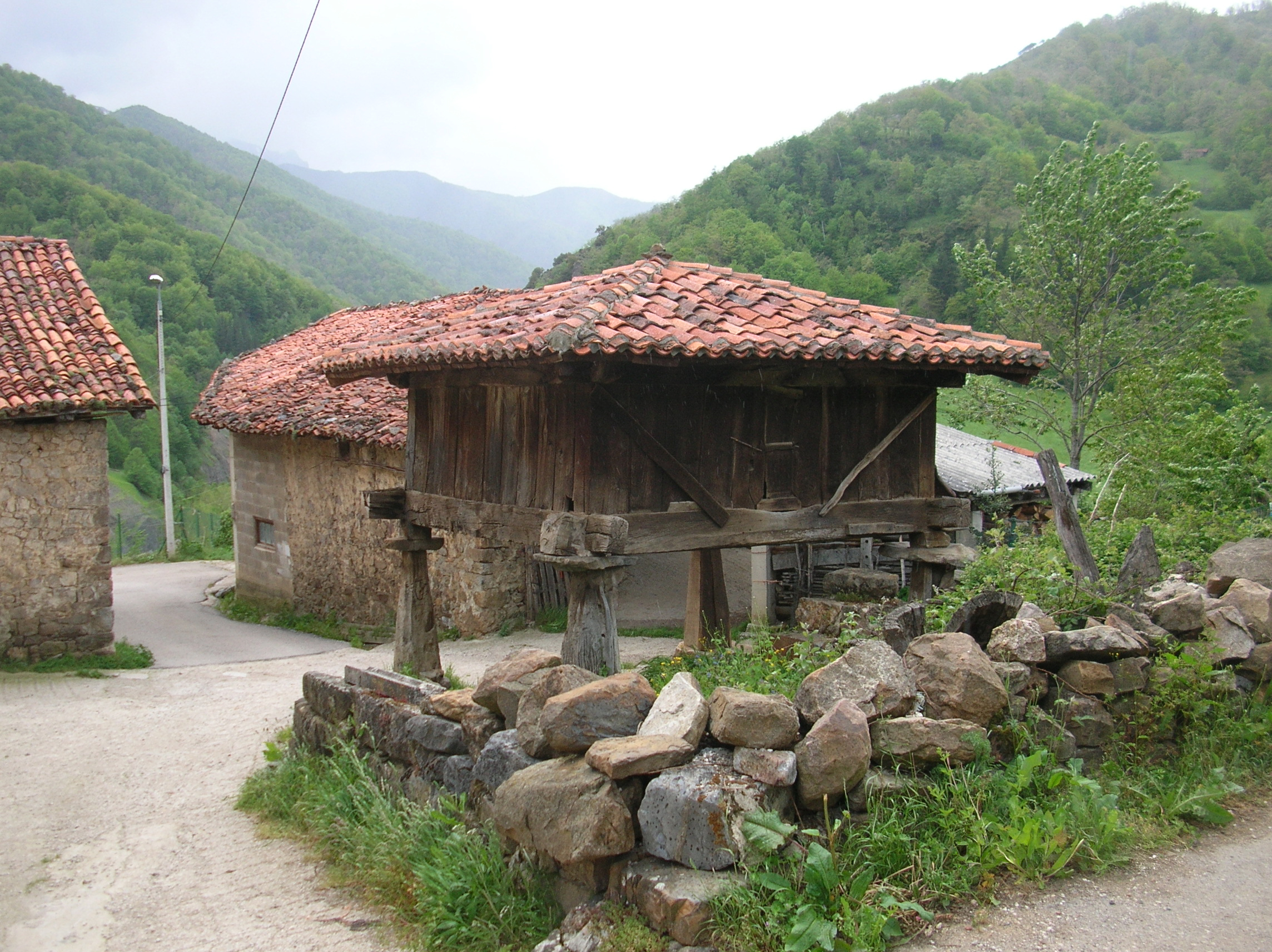
Getreidespeicher (hórreo)

- Abgesehen von den landschaftlichen Reizen der Umgebung, die zu Wanderungen einladen, bietet das Dorf selbst außer einem Kornspeicher (hórreo) kaum Sehenswertes.
- Die aus Bruchsteinen errichtete Kirche stammt aus dem späten 18. Jahrhundert und war ein Geschenk des in Mexiko lebenden Grafen Servando Gómez de la Cortina an seine Heimat. Über dem auf der Südseite befindlichen Portal im Stil der Renaissance prangt ein Wappenschild; die schmucklose Westfassade wird von einem Glockengiebel (espadaña) überhöht. Eine Kapelle auf der linken Seite der Kirche sollte für alle Zeiten der Familie seines Bruders, der den Bau leitete, vorbehalten sein.